# Marikena Monti
Marikena Monti (Casilda, 22 de mayo de 1943) es una cantante y actriz argentina.

## Carrera
Inició su carrera artística en 1965. Fue integrante de TUFA (Teatro Universitario Franco-Argentino). A fines de la década del 60 realiza recitales en francés junto con Elena Mignaquy, Claudia Lapacó y Mónica Cahen D'Anvers en el teatro de la Alianza Francesa de Buenos Aires.
En 1969 con Jorge Schussheim, Jorge de la Vega y Camaleón Rodríguez llevan a cabo el espectáculo Canciones en informalidad en el Instituto Di Tella.
En 1971 actuó junto al grupo de Joséphine Baker y en Marikena Suites, dirigida por Lía Jelín.
En 1972, en conjunto con Susana Rinaldi y Amelita Baltar, trabajó en el espectáculo Tres mujeres para el show, donde también participaron Osvaldo Piro, Astor Piazzolla y Coco Pérez Muñiz. 36 años después, a fines de 2010, las tres artistas se volvieron a reunir para ofrecer este exitoso espectáculo.
En 1973 realiza una canción para la obra teatral El gran deschave. En 1974 interpreta el tema de la película La Mary, de Daniel Tinayre, cuyos protagonistas fueron Susana Giménez y Carlos Monzón.
Hizo unipersonales como Marikena y los otros y Homenaje a Jacques Brel en la década del 70. Integró el elenco del Teatro General San Martín (TMGM).
En 1980 cantó en la película Comedia rota.
Integró por mucho tiempo el programa La Botica del Tango, de Eduardo Bergara Leumann en la década de 1980. En 1982 realiza Alfonsina hoy. En 1983 inauguró recitales en el Teatro General San Martín (TMGM). En 1984 fue dirigida por Ulises Barrera (h) en el espectáculo Ensueños y amaneceres. En 1988 participó como cantante en la película Conviviendo con la muerte, de Martín Donovan. En 1989 cantó el tango «Cambalache», de Enrique Santos Discépolo en Apartment Zero.
En 1992 viajó a Francia invitada por el Festival des Allumées, y realizó recitales en París, Nueva York, Toronto y Montreal. En 1997 realizó una gira por Alemania.
En 2004 presentó el unipersonal Secretos a cuatro voces, espectáculo que fue nominado a los premios ACE, y a continaución Retrato en blanco y negro, que también fue nominado a los premios ACE en 2006 y a los premios Florencio Sánchez en 2007, y luego hace una gira por las provincias argentinas. En 2008 participó del Festival de Tango junto con Susana Rinaldi, Amelita Baltar, y otros cantantes.

## Cine
- 1974: La Mary
- 1980: Comedia rota
- 1988: Conviviendo con la muerte

## Televisión
- 1982/1988: Botica de Tango
- Sábados circulares

## Teatro
- Del amor
- Mix Monti
- Libertad mi amor
- Viejitos chotos
- A las palabras
- Retrato en blanco y negro
- Secretos a cuatro voces
- Brel
- El diablo en la cortada
- Marikena y los otros
- Homenaje a Jacques Brel
- Canciones en informalidad
- Marikena suites
- Tres mujeres para el show
- El gran deschave
- Ensueños y amaneceres
- Alfonsina hoy

## Discografía
- 1970: Libertad mi amor, de la empresa discográfica Olympia
- 1974: Marikena, de la empresa discográfica Trova
- 1975: Fabricaciones militares Argentina, de la empresa Fabricaciones Militares
- 1982: Alfonsina Storni hoy, de la empresa discográfica Interdisc
- 1997: Canciones con rimel, de la empresa discográfica Midilab
- 1997: Por amor, de la empresa discográfica Musica & Marketing
- 2004: Secretos a cuatros voces, de la empresa discográfica Musicoop
- 2007: Libre, de la empresa discográfica Trova
- 2007: Retrato en blanco y negro, de la empresa Lino Patalano Producciones
- 2017: Alfonsina, hoy, de la empresa discográfica Distribuidora Belgrano Norte

## Simples
1974: Tema de la película «La Mary» (simple), de CBS.